# Frankofonske igre
Frankofonske igre, ili na francuskom Jeux de la Francophonie, je manifestacija koja predstavlja kombinaciju umjetnosti i sporta i održava se u nacijama francuskog govornog područja, svake četiri godine. Natjecanje je otvoreno umjetnicima i sportašima iz 56 zemalja, koje pripadaju grupi naroda koje govore francuski jezik. Kanada ima tri ekipe − Québec, New Brunswick (ili Nouveau Brunswick, je jedina kanadska provincija koja ima dva službena jezika − engleski i francuski) i Kanada, dok je ekipa iz Belgije ograničena samo na sportaše koji dolaze iz francuskog govornog područja Belgije.
Broj sudionika uvijek varira između 1.500 i 3.000 sportaša i umjetnika.
Godine 2005. domaćin igara je bio Niger, a 2009. godine su se održavele u Bejrutu (Libanon).

## Prošla natjecanja
- 1989. - Casablanca i Rabat, Maroko
- 1993. - Pariz, Francuska
- 1997 - Tananarive, Madagaskar
- 2001 - Ottawa-Hull, Kanada
- 2005. - Niamey, Niger
- 2009. - Bejrut, Libanon
- 2013. - Nica, Francuska
- 2017. - Abidjan, Obala Slonove Kosti

## Vanjske poveznice
- Stranica međunarodnog odbora za Frankofonske igre
- Službena stranica 5-ih Frankofonskih igara